# لؤلؤة بنت عبد العزيز آل سعود
الأميرة لؤلؤة بنت عبد العزيز آل سعود (1928 - 17 سبتمبر 2008) أميرة سعودية والدها الملك عبد العزيز ووالدتها الأميرة حصة السديري.

## حياتها المبكرة
ولدت الأميرة لؤلؤة بنت عبد العزيز آل سعود في عام 1928 وهي ابنة مؤسس المملكة العربية السعودية الملك عبد العزيز بن عبدالرحمن آل سعود ووالدتها الأميرة حصة بنت أحمد بن محمد السديري

## حياتها الشخصية
تزوجت الأميرة لولوة بنت عبدالعزيز آل سعود من الأمير فيصل بن تركي بن عبد الله بن سعود آل سعود في العام 1951م.
ولها من الأبناء :
- الأمير عبد الله بن فيصل بن تركي آل سعود (رئيس الهيئة العامة للاستثمار سابقًا)
- الأمير خالد بن فيصل بن تركي آل سعود (رجل أعمال)
- الأمير محمد بن فيصل بن تركي آل سعود (مستشار بوزارة الخارجية)
- الأمير تركي بن فيصل بن تركي آل سعود
- الأمير سلطان بن فيصل بن تركي آل سعود
- الأميرة نوف بنت فيصل بن تركي آل سعود زوجة الأمير عبد الرحمن بن عبد الله الفيصل آل سعود
- الأميرة الجوهرة بنت فيصل بن تركي آل سعود زوجة الأمير سلطان بن فهد بن عبد العزيز آل سعود
- الأميرة عبير بنت فيصل بن تركي آل سعود زوجة الأمير سعود بن نايف بن عبد العزيز آل سعود

## وفاتها
توفيت الأميرة لؤلؤة بنت عبدالعزيز آل سعود في يوم الأربعاء 17 رمضان 1429 هـ الموافق 17 سبتمبر 2008 عن عمر يناهز 80 سنة وتمت الصلاة عليها يوم الخميس 18 رمضان 1429 هـ الموافق 18 سبتمبر 2008 في المسجد الحرام في مكة المكرمة وشقيقها الراحل الأمير سلطان بن عبدالعزيز آل سعود تلقى التعازي في وفاتها في قصره في حي الخالدية في مدينة جدة يومي 18 و 19 سبتمبر 2008.